# Necydalis maculipennis
Necydalis maculipennis är en skalbaggsart som beskrevs av Pu 1992. Necydalis maculipennis ingår i släktet stekelbockar, och familjen långhorningar. Inga underarter finns listade i Catalogue of Life.